# Rasbora baliensis
Rasbora baliensis là một loài cá vây tia thuộc chi Rasbora.
Nó chỉ được tìm thấy ở Indonesia.